# Сосновый Бор (Пермский край)
Сосновый Бор — деревня в Осинском районе Пермского края. Входит в состав Паклинского сельского поселения.

## История
В 1962 году указом Президиума Верховного Совета РСФСР деревня Гиблая переименована в Сосновый Бор.

## Население
| 2010 |
| ---- |
| 10   |